# Cigeľ
Cigeľ – wieś (obec) w powiecie Prievidza w kraju trenczyńskim w zachodniej Słowacji. Pod koniec 2016 roku liczyła 1249 mieszkańców. Powierzchnia 1735 ha.

## Położenie
Wieś położona jest w środkowej części Kotliny Górnonitrzańskiej, u zachodnich podnóży pasma Ptacznika, ok. 9 km na południe od Prievidzy. Leży 6 km na południowy wschód od rzeki Nitry i ok. 3 km od drogi nr 64. Większość zabudowań rozciąga się wzdłuż doliny potoku Ciglianka na wysokości od ok. 400 do 500 m n.p.m.

## Historia
Wieś powstała na terenie feudalnego „państwa” Prievidza. Najstarsza wzmianka pisemna o niej pochodzi z 1362 r. Później podlegała pod władzę panów zamku Sivý Kameň.
W czasie słowackiego powstania narodowego mieszkańcy wsi licznie wstępowali do oddziałów powstańczych, a po upadku powstania zaopatrywali działającą na tym terenie Górnonitrzańską Brygadę Partyzancką (słow. Hornonitrianska partizánska brigáda). W odwecie za to w styczniu 1945 r. faszyści wywieźli ze wsi 132 mieszkańców, z których większość zginęła później w obozach koncentracyjnych.
W 1958 r. na terenie wsi rozpoczęto budowę kopalni węgla brunatnego, należącej obecnie do zespołu kopalń Hornonitrianske bane Prievidza a.s.